# U-586
Unterseeboot 586 foi um submarino alemão do Tipo VIIC, pertencente a Kriegsmarine que atuou durante a Segunda Guerra Mundial.

## Comandantes
| Comandante                   | Data                                           |
| ---------------------------- | ---------------------------------------------- |
| Kptlt. Dietrich von der Esch | 4 de setembro de 1941 - 30 de setembro de 1943 |
| Oblt. Hans Götze             | 1 de outubro de 1943 - 5 de julho de 1944      |

## Subordinação
Durante o seu tempo de serviço, esteve subordinado às seguintes flotilhas:
| Período                                        | Flotilha                                   |
| ---------------------------------------------- | ------------------------------------------ |
| 4 de setembro de 1941 - 1 de janeiro de 1942   | 6. Unterseebootsflottille (treinamento)    |
| 1 de janeiro de 1942 - 30 de junho de 1942     | 6. Unterseebootsflottille (serviço ativo)  |
| 1 de julho de 1942 - 31 de maio de 1943        | 11. Unterseebootsflottille (serviço ativo) |
| 1 de junho de 1943 - 30 de setembro de 1943    | 13. Unterseebootsflottille (serviço ativo) |
| 1 de outubro de 1943 - 29 de fevereiro de 1944 | 6. Unterseebootsflottille (serviço ativo)  |
| 1 de março de 1944 - 5 de julho de 1944        | 29. Unterseebootsflottille (serviço ativo) |

## Operações conjuntas de ataque
O U-586 participou das seguinte operações de ataque combinado durante a sua carreira:
- Rudeltaktik Robbe (15 de janeiro de 1942 - 24 de janeiro de 1942)
- Rudeltaktik Greif (14 de maio de 1942 - 29 de maio de 1942)
- Rudeltaktik Nebelkönig (27 de julho de 1942 - 14 de agosto de 1942)
- Rudeltaktik Boreas (19 de novembro de 1942 - 26 de novembro de 1942)
- Rudeltaktik Taifun (2 de abril de 1943 - 4 de abril de 1943)
- Rudeltaktik Jahn (31 de outubro de 1943 - 2 de novembro de 1943)
- Rudeltaktik Tirpitz 3 (2 de novembro de 1943 - 8 de novembro de 1943)
- Rudeltaktik Eisenhart 5 (9 de novembro de 1943 - 15 de novembro de 1943)
- Rudeltaktik Schill 2 (17 de novembro de 1943 - 22 de novembro de 1943)
- Rudeltaktik Weddigen (22 de novembro de 1943 - 25 de novembro de 1943)